# スンデ
スンデ（순대）は、韓国の伝統的な食品である。腸詰の一種である。

## 概要
豚の血液、餅米、刻んだ香味野菜、唐麺（デンプンで作った麺。チャプチェなどに使われる）などを練り上げた物を豚の腸に詰め込み、蒸して作った腸詰である。切ったうえで調味塩（塩と胡椒）を添え、軽食として食すのが一般的。炒めもの、和え物、スープ、鍋物に入れるなどして一品料理として、専門的に扱う店もある。スンデは朝鮮半島北部の名物料理で、平安道の「アバイスンデ」、黄海道の開城スンデ、忠清道の並川スンデなどが有名。
「詰める容器」として、一般的には豚の腸を使用するが、地域によって違うものを使用する場合もある。かつては、牛の腸も使用していた。咸鏡道では凍太（凍らせたスケトウダラ）を、江原道ではイカを使用する。江原道のオジンオスンデ（イカのスンデ）はイカの胴の中に牛挽肉、もやし、香味野菜、唐辛子、豆腐、つなぎに卵などを入れて蒸して作る。一般的なスンデとは違い、チョコチュジャン（酢と砂糖・水飴などでのばしたコチュジャン。酸味がある。主に海産物や刺身の醤油代わり）をまぶして食べる。